# West Fairlee (Vermont)
West Fairlee est une ville américaine située dans le Comté d'Orange, dans le Vermont. Selon le recensement de 2020, sa population est de 621 habitants.